# Diocèse d'Orihuela-Alicante
Le diocèse d'Orihuela-Alicante (en latin : dioecesis Oriolensis-Lucentinæ ; en espagnol : diócesis de Orihuela-Alicante ; en catalan : bisbat d'Oriola-Alacant) est un diocèse de l'Église catholique en Espagne suffragant de l'archidiocèse de Valence.

## Territoire

Carte des diocèses d'Espagne avec le diocèse d'Orihuela-Alicante en rouge

Le diocèse est situé dans une partie de la province d'Alicante avec les comarques de Marina Baixa, d'Alacantí, de Vega Baja del Segura, et de Baix Vinalopó, le sud de la comarque de Alcoià (sauf les villes de Alcoy, Banyeres de Mariola, Benifallim et Penàguila qui dépendent de l'archidiocèse de Valence), une partie de l'Alto Vinalopó (sauf Beneixama, Camp de Mirra, Cañada dépendant également de l'archidiocèse de Valence) et la ville de Calp dans la comarque de Marina Alta. 
Le diocèse d'Orihuela-Alicante est suffragant de l'archidiocèse de Valence avec l'évêché à Alicante où se trouve la cocathédrale Saint-Nicolas ; l'ancien siège d'Orihuela possède la cathédrale du Saint-Sauveur. Le territoire du diocèse couvre une superficie de 4 384 km2 avec 214 paroisses regroupées en 24 archidiaconés. 

## Histoire
L'érection du diocèse d'Orihuela est précédée par deux tentatives infructueuses. La première, en 1442, lorsque le concile de Bâle-Ferrare-Florence-Rome fait part de son intention d'ériger un nouveau diocèse à la demande d'Alphonse V d'Aragon en séparant le diocèse de Carthagène d'Orihuela ; cependant l'évêque et le chapitre de Carthagène protestent auprès du roi de Castille ce qui conduit le pape Eugène IV à l'annulation de l'érection. Le pape Calixte III confirme l'existence d'un vicaire général avec siège dans la collégiale d'Orihuela, cependant, bien qu'originaire du royaume de Valence et qu'il défende la cause d'Orihuela durant son pontificat comme archevêque de Valence, il ne sépare pas le territoire de la gouvernance du diocèse de Carthagène. En 1510, le pape Jules II élève la collégiale du Saint-Sauveur au rang de cathédrale donnant ainsi deux cathédrales au diocèse de Carthagène. Au début du XVIe siècle, le roi Ferdinand le Catholique demande l'érection d'un diocèse pour mettre fin à la confrontation entre les villes de Orihuela et Murcie (siège du diocèse de Carthagène) et obtient du pape Jules II une bulle de création le 13 mai 1510 mais devant les nouvelles protestations de Carthagène, le pape Léon X annule à nouveau le siège le 1er avril 1518.
Lors de la réunion des cortes à Monzón, Fernando de Loazes (es), archevêque de Tarragone, né à Orihuela et très estimé du roi Philippe II et de son père l'empereur Charles Quint, obtient que le roi sollicite le pape Pie IV pour une séparation définitive du diocèse de Orihuela. Ce dernier est érigé le 14 juillet 1564 par Pie IV sur une partie du territoire du diocèse de Carthagène. En 1569, le premier synode diocésain discute principalement du problème des conversions des morisques et de leurs enfants. Le 4 août de la même année, le collège Santo Domingo (es) est élevé au rang d'université pontificale par Pie V (fermée en 1824 par le ministre Francisco Tadeo Calomarde). En 1600 un second synode diocésain reprend la question de la conversion des morisques tandis que le troisième et dernier discute de réforme de coutumes d'ecclésiastiques. Le séminaire diocésain prévu au synode de 1569 est fondé à Orihuela en 1742 et, dans la seconde moitié du même siècle, il est doté d'une grande bibliothèque principalement grâce aux efforts de Mgr José Tormo Julià.
En 1820, l'évêque Simón López est condamné à l'exil pour son opposition au gouvernement libéral ; Félix Herrero Valverde est élu administrateur malgré l'opposition de l'aile libérale du conseil municipal. En 1835, Herrero Valverde, élu évêque, est exilé à son tour pour la même raison que son prédécesseur. Il restera en exil en Italie jusqu'en 1847, après avoir prêté serment d'allégeance à la reine Isabelle II et à la constitution. En 1882 le bulletin officiel du diocèse est fondé et au début du XXe siècle des projets sociaux importants voient le jour tels que la caisse de secours mutuelle, la caisse d'épargne et le mont-de-piété. À partir de 1935, Mgr Irastorza est autorisé par le Saint-Siège à résider en dehors du diocèse et Juan de Dios Ponce y Pozo, vicaire général est nommé administrateur apostolique de plein siège. Il est assassiné le 2 décembre 1936 pendant la guerre civile comme 54 autres prêtres du diocèse. Mgr Irastorza retourne dans son diocèse en 1939. Au début des années 1950, il devient nécessaire de réorganiser le diocèse et le séminaire pour la formation de nouveaux prêtres dû à l'absence d'ecclésiastiques consécutive à la guerre civile. Le 9 mars 1959 l'église collégiale de Saint-Nicolas de Bari est élevée au rang le rang de cocathédrale et le diocèse prend son nom actuel. En janvier 1968 l'évêché est transféré à Alicante et une partie du séminaire l'année suivante.

## Source
- (es) Cet article est partiellement ou en totalité issu de l’article de Wikipédia en espagnol intitulé « Diócesis de Orihuela-Alicante » (voir la liste des auteurs).